# Матафлон-Гранж
Матафло́н-Гранж (фр. Matafelon-Granges) — коммуна во Франции, находится в регионе Рона — Альпы. Департамент — Эн. Входит в состав кантона Изернор. Округ коммуны — Нантюа.
Код INSEE коммуны — 01240.

## География
Коммуна расположена приблизительно в 380 км к юго-востоку от Парижа, в 80 км северо-восточнее Лиона, в 26 км к востоку от Бурк-ан-Бреса.
По территории коммуны протекает река Эн и её приток — река Уаньен. Более половины площади коммуны покрыто лесами.

## Климат
Климат полуконтинентальный с холодной зимой и тёплым летом. Дожди бывают нечасто, в основном летом.

## Население
Население коммуны на 2010 год составляло 652 человека.
| 1962 | 1968 | 1975 | 1982 | 1990 | 1999 | 2010 |
| ---- | ---- | ---- | ---- | ---- | ---- | ---- |
| 298  | 299  | 296  | 336  | 406  | 484  | 652  |

## Администрация
| Период | Период | Фамилия          | Партия | Примечания |
| ------ | ------ | ---------------- | ------ | ---------- |
| 1995   | 2008   | Ив Роньяр        |        |            |
| 2008   | 2014   | Жан-Пьер Дюпарши |        |            |

## Экономика
В 2010 году среди 438 человек трудоспособного возраста (15—64 лет) 350 были экономически активными, 88 — неактивными (показатель активности — 79,9 %, в 1999 году было 79,1 %). Из 350 активных жителей работали 321 человек (184 мужчины и 137 женщин), безработных было 29 (12 мужчин и 17 женщин). Среди 88 неактивных 26 человек были учениками или студентами, 41 — пенсионерами, 21 были неактивными по другим причинам.

## Достопримечательности
- Замок Куазле[фр.] (XIV век). Исторический памятник с 1983 года[4]

## Фотогалерея

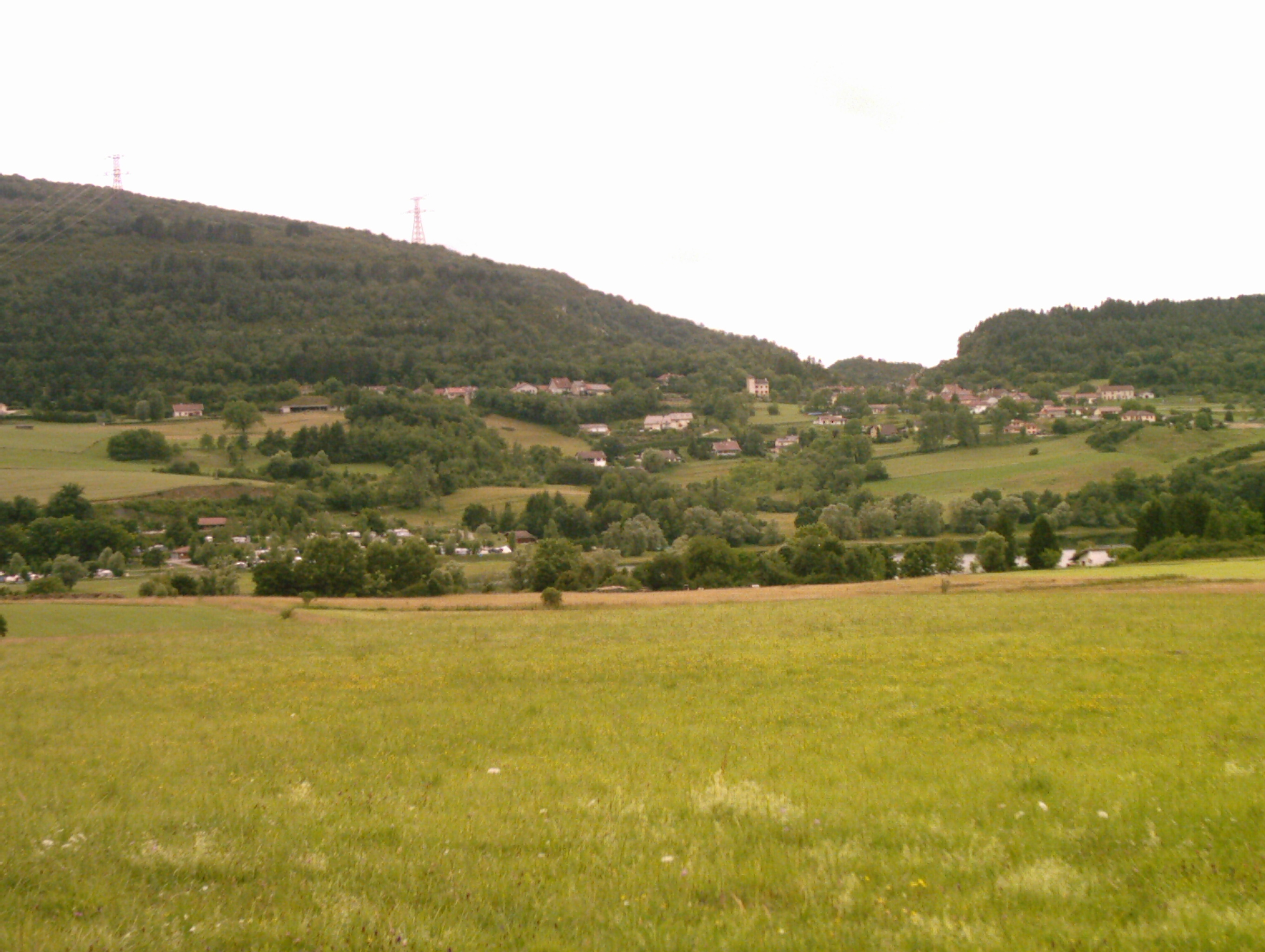
Деревня Матафлон
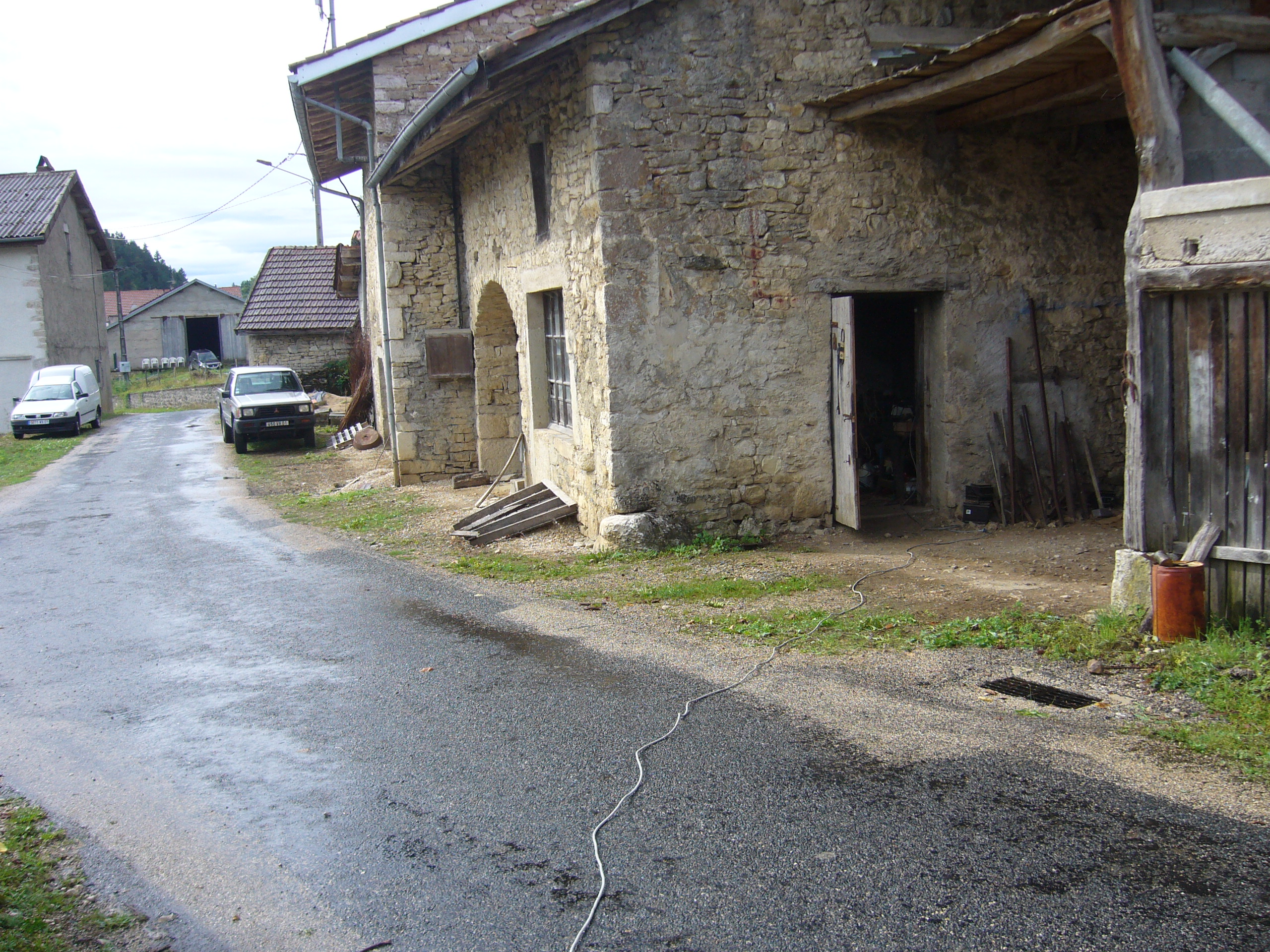
Деревня Шужа
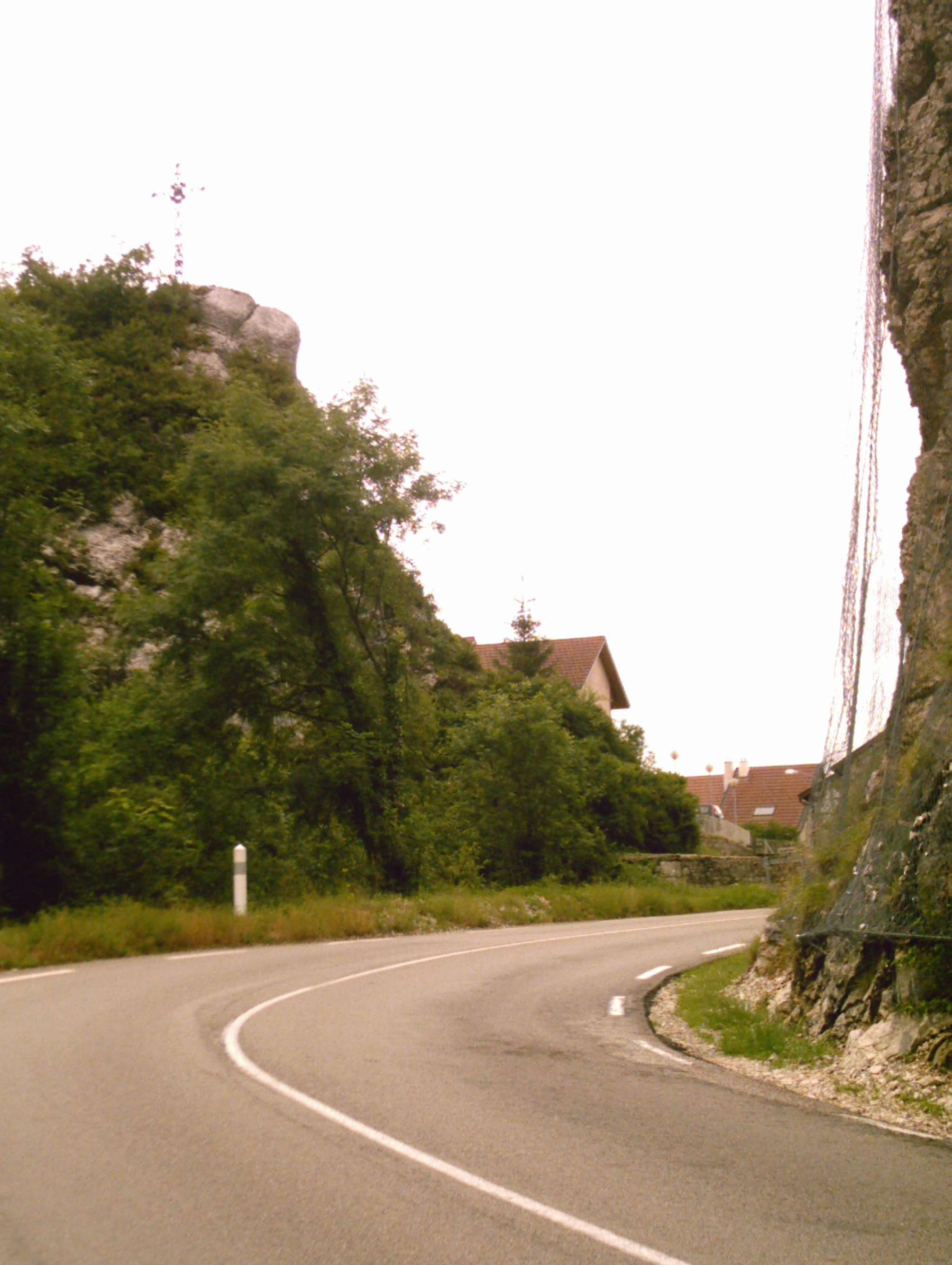
Перевал Матафлон
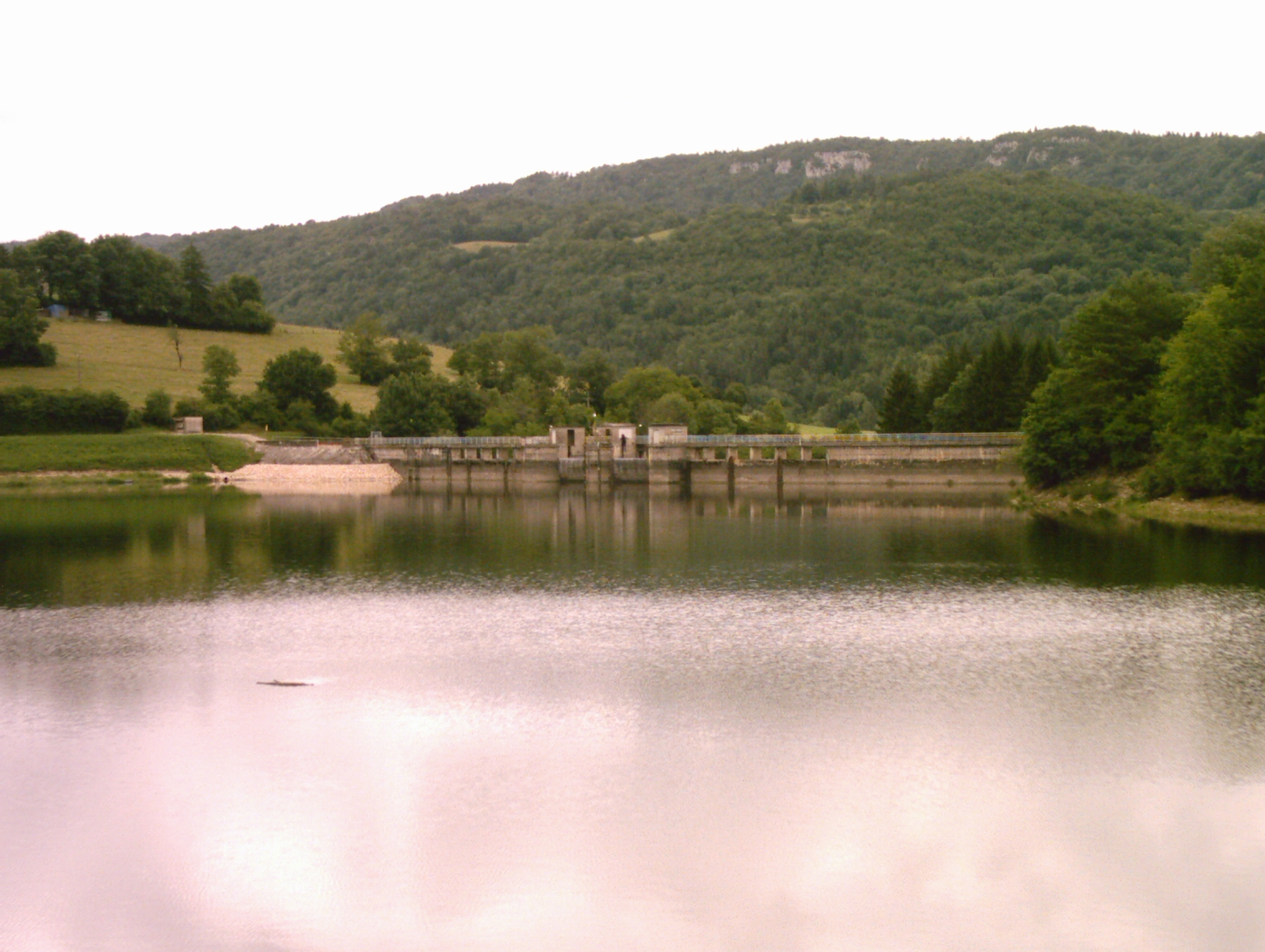
Плотина Матафлон